# کپلر-۴۲
کپلر-۴۲ (انگلیسی: Kepler-42) که قبلاً با نام KOI-961 شناخته می‌شد، یک کوتوله سرخ است که در صورت فلکی ماکیان و تقریباً ۱۳۱ سال نوری از خورشید فاصله دارد. این سیاره دارای سه سیاره فراخورشیدی شناخته شده‌است که همگی از نظر شعاع کوچکتر از زمین هستند، و احتمالاً از نظر جرم نیز هستند.